# SUBMIT (CP/M)
SUBMIT – dyrektywa nierezydentna systemu CP/M, która umożliwia wykonywanie poleceń zawartych w plikach wsadowych.
Dyrektywa ta ma postać:
SUBMIT [X:]nazwa_jednoznacza.SUB [arg1 [arg2 [... arg_n]]]
Wydanie dyrektywy SUBMIT uruchamia wykonanie poleceń, z pliku wsadowego o rozszerzeniu SUB, którego nazwa zostaje wykazana w wywołaniu dyrektywy. Plik typu SUB musi znajdować się w obszarze użytkownika 0. W pliku wsadowym, można umieścić wywołanie innego pliku SUB. W wyniku takiego wywołania następuje przejście do wykonania dyrektyw zawartych w kolejnym pliku. Należy podkreślić jednak, że takie wywołanie nie zapewnia mechanizmu powrotu z wywołanego pliku, tak więc będzie to ostatnie wykonane polecenie z danego pliku wsadowego. Parametry wewnątrz pliku wsadowego oznacza się znakiem dolara $ i kolejną liczbą, np. $1, $2 itd. Każdemu takiemu wystąpieniu parametru, odpowiadać będzie skojarzenie argumentu stojącego na odpowiedniej pozycji w wywołaniu polecenia SUBMIT.
Wykonanie dyrektywy realizowane jest na pliku tymczasowym, tworzonym zawsze na dyskietce A, nawet gdy wywołanie odnosi się do innej stacji dyskietek, np. B. Tworzona jest kopia pliku wsadowego. Kopia ta otrzymuje nazwę $$$.SUB. Przygotowanie plików wsadowych odbywa się w edytorach tekstu. Można użyć do redagowania takiego pliku systemowego edytora ED lub dowolnego innego.